# Waad al-Kateab
Waad al-Kateab (en arabe : وعد الخطيب) est une journaliste et réalisatrice syrienne née en 1991, qui s'est fait connaître en filmant la vie dans la ville d'Alep, de 2011 à 2016, pendant le soulèvement et la guerre civile. Son documentaire Pour Sama reçoit de nombreux prix.
Elle milite contre les bombardements sur les hôpitaux et les civils en Syrie.

## Biographie
Waad utilise le pseudonyme al-Kateab pour protéger sa famille,. En 2009, elle renonce à son rêve d'étudier le journalisme, métier trop dangereux dans la Syrie d'Assad, selon sa famille, et déménage à Alep pour y suivre des études d'économie. Elle est étudiante lorsque surviennent les premières manifestations, au printemps 2011, de ce qui deviendra la révolution syrienne, puis la guerre. Très vite, elle rejoint les groupes d'étudiants qui organisent les cortèges des manifestations demandant la liberté et la démocratie, à l'aune des Printemps arabes, et elle commence à filmer avec son smartphone car elle sent que « quelque chose d'important [est] en train de se produire. » C'est dans ce cadre qu'elle rencontre Hamza al-Kateab, étudiant en médecine, qui deviendra son ami, puis son mari. 
Waad décide de continuer à filmer avec son téléphone portable la répression extrêmement violente des manifestations, pour témoigner. Elle devient alors une « journaliste-citoyenne » ou « journaliste activiste », ouvertement engagée dans la révolution, et documente les manifestations afin d'informer le monde de ce qui se passe en Syrie, y compris l'horreur, comme lorsqu'elle filme des corps de manifestants torturés,.
Le 26 septembre 2014, Waad épouse Hamza. Elle tombe enceinte et donne naissance à une petite fille, Sama, en janvier 2016, au début du siège de la partie est d'Alep, aux mains des rebelles, par le régime syrien. 
Le 1er décembre 2016, pendant la bataille d'Alep, la chaîne Channel 4 News, qui l'emploie alors, annonce publiquement « Waad al-Kateab est une réalisatrice primée et elle est en grave danger. » Fin décembre 2016, elle et sa famille sont exfiltrés d'Alep Est, ainsi que l'ensemble des habitants qui y vivaient assiégés.
Waad al-Kateab et sa famille vivent plus d'un an en Turquie, avant d'aller au Royaume-Uni, où elle obtient le statut de réfugiée politique et où elle travaille pour Channel 4.
Elle figure dans la liste des 100 femmes inspirantes du monde de l’année 2020 publiée par la BBC, aux côtés de deux autres syriennes, la virologue botanique Safaa al-Qamari et l’illustratrice de livres pour enfants Nadine Kaadan.  

## Travail de journaliste-citoyenne
Waad al-Kateab poste des vidéos des manifestations sur internet. Pour elle, il s'agit de montrer, enregistrer et archiver ce qui se passe à Alep, notamment avec le début de la répression meurtrière des manifestations par le régime de Bachar el-Assad. Elle devient ensuite journaliste-citoyenne pour des chaînes d'information locales.
En 2016, la chaîne d'information britannique Channel 4 News lui demande de réaliser une série de reportages, intitulée Inside Aleppo. Elle tourne des reportages pour la chaîne durant toute l'année 2016, ; ces vidéos, récompensées par un Emmy Award, font près de 500 millions de vues en ligne. Elle filme ce qui l'entoure et fait sa vie, la vie des Alepins, les bombardements et le quotidien de l'hôpital de fortune de son mari. 
À partir de toutes les images qu'elle a tournées dans ce cadre, et avec la collaboration du réalisateur de documentaires britannique Edward Watts, elle réalise Pour Sama, qui se veut à la fois un témoignage sur ce qu'elle a vécu et ce qu'ont vécu les habitants de son quartier d'Alep de 2011 à 2016, et une lettre ouverte à sa fille, Sama, née durant le siège de la ville.

## Prise de position
Lors de la médiatisation de son film, Pour Sama, Waad al-Kateab cherche constamment à faire passer un message au monde : celui de faire cesser les bombardements sur les hôpitaux, et de ne pas oublier le sort des civils syriens. Lors du festival de Cannes 2019 et devant le siège de l'ONU, à l'occasion des Oscars 2020, elle porte le message « Stop bombing hospitals » (arrêtez de bombarder les hôpitaux) et lit les témoignages de médecins dont les hôpitaux sont bombardés, alors que l'ONU doit publier les résultats d'une enquête sur les bombardements d'hôpitaux qui avaient communiqué leurs coordonnées à l'ONU pour être protégés des attaques aériennes. 
Lors de son discours de remerciement pour l'obtention du prix du meilleur film documentaire du BAFTA, elle évoque la situation des civils en Syrie : « il y a des bombardements sur plus de 3,5 millions de civils. Ces gens sont à Idlib, ils devraient entendre vos voix maintenant. Ils devraient entendre que la Grande-Bretagne, ce grand pays, ne permettra pas que cela se reproduise. ». Lors de la cérémonie de remise des Oscars, elle porte une robe, remarquée, sur laquelle est calligraphié un extrait de poème arabe disant « nous avons osé rêver, et nous ne regretterons pas d'avoir demandé la dignité » ,.

## Filmographie
- Le Dernier Hôpital d'Alep détenu par les rebelles, 2016
- The Last Flower-Seller of Aleppo (Le Dernier Fleuriste d'Alep), 2016[2]
- Pour Sama, avec Edward Watts, 2019

## Récompenses
- Elle reçoit un Emmy Awards pour son travail en 2016[18], ainsi que plusieurs prix de la Royal Television Society Awards[2]
- Le prix des lycéens et le prix du meilleur reportage de télévision du prix Bayeux Calvados-Normandie des correspondants de guerre lui sont attribués en 2017 pour son reportage Le Dernier Hôpital d’Alep détenu par les rebelles[19].
- Son film documentaire Pour Sama reçoit de nombreux prix, dont l'Œil d'or, meilleur documentaire du festival de Cannes 2019 et le prix BAFTA du meilleur documentaire[20],[16].